# 叶声华
叶声华（1934年6月11日—），男，汉族，湖北沙市人，测试计量技术及仪器专家，中国工程院院士。

## 生平
1956年8月，于华中工学院机械制造专业毕业。1962年，于天津大学精密仪器专业研究生毕业，同年留校任教。
2003年，当选中国工程院信息与电子工程学部院士。